# Luis Mariñas
Luis Mariñas Lage  (La Coruña, 7 de agosto de 1947 - Madrid, 27 de diciembre de 2010) fue un periodista español.

## Biografía

### Televisión Española (1969-1990)
Comenzó su trayectoria profesional en 1969, en Televisión Española, donde permaneció durante los siguientes veinte años. Trabajó en el centro territorial de TVE en Galicia, del que llegó a ser director entre 1973 y 1976, después de Luis Salguero Prieto, que estuvo al frente entre 1971 y 1973.
Con 19 años comenzó a trabajar en los estudios de Prado del Rey de TVE, en Madrid, en los tiempos de Victoriano Fernández Asís, Jesús Álvarez García y Miguel de la Quadra-Salcedo.[cita requerida]
Por entonces participó en la fundación de una de las primeras revistas de información general de gran tirada que se tituló Personas.[cita requerida]
Fue colaborador asiduo de RNE.
Trabajó en el centro territorial de TVE en Galicia, del que llegó a ser director entre 1973 y 1976 y donde puso en marcha el programa Panorama de Galicia, primer programa regional informativo de la historia de la televisión. Fue también el primero en utilizar el gallego en un programa informativo.[cita requerida]
En 1977, de nuevo en Madrid, dirigió dos programas: 19 provincias y el Informativo 1, destinados a las comunidades que por aquel entonces no disponían de centro regional.
Después[¿cuándo?], con Iñaki Gabilondo como director de informativos de TVE, fue jefe del área nacional.
En 1981 fue nombrado responsable del área nacional de los informativos de TVE. En 1982, fue nombrado director de la primera edición de Telediario y entre 1983 y 1984 lo fue de la segunda, que se emitía a las 21:00.
En marzo de 1982, fue nombrado director y presentador de la primera edición del Telediario, con lo que se convirtió en el segundo profesional más joven —el primero fue Lalo Azcona— que compatibilizó ambas funciones en la cadena pública. En aquellos tiempos, sin televisiones privadas, las audiencias medias eran de 16 millones de personas.[cita requerida]
Por entonces realizó el primer programa desde Torrespaña, cuando todavía estaba en fase inaugural.[¿cuándo?]
En 1985 abandonó TVE y fue nombrado asesor del Ministro para las Relaciones con las Cortes y la Secretaría del Gobierno, Virgilio Zapatero.
Durante casi cuatro años dirigió los cursos de comunicación y nuevas tecnologías de la Universidad Internacional Menéndez Pelayo.
En 1987 comenzó a hacerse más popular cuando se le asignó, de nuevo, la dirección y además la presentación de la primera edición Telediario, con Pilar Miró de directora general, de ámbito nacional, labor en la que permaneció hasta 1990.

### Telecinco (1990-1999)
Ese mismo año 1990 fue contratado por Valerio Lazarov, entonces al frente de la recién nacida cadena de TV Telecinco, para que pusiese en marcha los informativos de la emisora. De ese modo, el 3 de mayo de 1990 se emitía Entre hoy y mañana,un pequeño espacio de noticias de apenas quince minutos que con el paso de los años iría prolongando su duración hasta convertirse en el actual Informativos Telecinco. Como curiosidad, algunos de los espacios de este programa fueron presentados por Julio Fernández, aunque Mariñas conservaba el puesto de editor.[cita requerida]
También dirigió y presentó otros programas de debate y entrevistas como Mesa de redacción (1993) y Hora límite (1995). El 31 de mayo de 1993 moderó el segundo debate televisado entre Felipe González y José María Aznar para las elecciones generales que se celebrarían seis días más tarde.
Meses después ya estaba en antena la primera edición de Las Noticias y, posteriormente, la segunda edición que logró romper, en ocasiones, el habitual liderazgo de los Telediarios de TVE.[cita requerida]
Llegó a presentar también por primera vez un informativo desde otro continente. El 12 de octubre lo hizo para Telecinco desde la plaza de Times Square en Nueva York.[cita requerida]
En Telecinco puso en marcha otros programas que también presentó como La hora de la verdad, Hora límite, y Mesa de redacción.
Presentó y dirigió, además, numerosas noches electorales tanto en TVE como en Telecinco.[cita requerida]

### Televisión Española (1999-2004)
En 1998, fue relevado de su cargo en Telecinco y abandonó la cadena para regresar, el 18 de  enero de 1999, a Televisión Española, donde, durante seis temporadas, hasta 2004, presentó y dirigió el espacio informativo matinal Los desayunos de TVE.
Entre su trabajos más destacados figura, asimismo, la entrevista en Bagdad con el entonces presidente de Irak, Sadam Hussein, poco antes de la primera guerra del Golfo.[cita requerida]
También entrevistó a Gorbachov después de la desintegración de la URSS.
Colaboró en varios periódicos —Diario 16, La Voz de Galicia, Diario Digital, Metro— y fue contertulio de La Linterna de la Cope con Luis Herrero.

### Telemadrid (2004-2007)
En 2004 pasó a la cadena autonómica madrileña Telemadrid, para hacerse cargo de Telenoticias 2. En 2005 dejó esa labor para conducir el programa divulgativo Años luz en la misma cadena.

### Canal Sur (2007-2008)
En febrero de 2007 pasó a la cadena autonómica andaluza Canal Sur, para hacerse cargo del programa Vista pública, el cual presentó durante año y medio.

### Fallecimiento
Falleció el 27 de diciembre de 2010 a los 63 años.[cita requerida]
| Predecesora: Ana Rosa Quintana | Presentador de Telediario 1982 - 1989 | Sucesora: Rosa María Artal |

## Premios
Entre los premios que recibió destacan dos de la Agrupación de Telespectadoras y Radioyentes, la Antena de Oro, el Micrófono de Oro, el del Club Internacional de Prensa, el Galicia de Comunicación y el de la Asociación Nacional de Informadores Gráficos.[cita requerida]